# Turčin (gljiva)
Turčin (Leccinum aurantiacum) jestiva je gljiva iz roda Leccinum s karakterističnim narančastocrvenim klobukom. Raste uz topole, ali često se nalazi i uz breze i hrastove.

## Opis
- Klobuk je širok od 5 do 15, pa čak i 20 cm, mlad je okrugao, poslije polukružan, crvenosmeđ ili narančast, suh, bez sjaja, kožica prelazi rub klobuka.
- Cjevčice su slobodne i bjelkaste, rupice su sitne, okruglaste, bjelkaste, poslije sive i na kraju smeđaste, na pritisak potamne.
- Stručak je visok 8 - 20 cm, a debeo 1 - 2,5 cm, cilindričan, pun, robustan, bjelkast, isprva prekriven bijelim ljuskama koje poslije postanu smeđaste. Tek se u veoma starih primjeraka vrh ljusaka oboji crno.
- Meso je bijelo, na presjeku isprva lagano ljubičasto, potom crno. Ugodna je mirisa i okusa.
- Spore su vretenaste, glatke, veličine 13 - 17 x 4 - 5 μm.

## Stanište
Turčin raste ljeti i u kasnu jesen ispod topola. Prilično je česta vrsta.

## Upotrebljivost
Turčin je odlična jestiva gljiva koja se može pripremati na razne načine. Sirova pak uzrokuje probavne smetnje.

## Sličnosti
Zaštićeni opekasti turčin (Leccinum versipelle) raste uz breze, najčešće ima žutonarančast klobuk i čehice na stručku crne, meso mu na prerezu poprima plavo-zelenu boju i sadrži termolabilni otrov, pa se mora prokuhati pri čemu potpuno pocrni. Hrastov turčin (Leccinum quercinum) raste uz hrastove, obično je tamniji (crvenosmeđast ili riđosmeđ) s još izraženijim i gušćim riđosmeđastim čehicama na stručku. Leccinum vulpinum raste uz borove, a Leccinum piceinum uz smreke; posljednje dvije neki poistovjećuju. Sve su navedene vrste jestive. 

## Narodni nazivi
Crveni hrapavac, topolov turčin, trepetljikin turčin.